# Canal de Radunia
Le canal de Radunia est une fossé artificiel historique de la rivière de Radunia d'une longueur de 13,5 km. Le canal relie les rivières de Stara Radunia et de Motława. Il traverse Pruszcz Gdański et Gdańsk. Le canal a été inscrit au registre des monuments no 848 au 18 mai 1981.

## Histoire
Le canal, prévu en 1338 fût construit dans les années 1348-1356 par les chevaliers teutoniques, après avoir préalablement construit une écluse (en 1347) devant la ville de Pruszcz pour réguler le débit d'eau de la rivière de Radunia. L'idée de construire ce canal est généralement attribuée au commandeur de Gdańsk et plus tard au grand maître de l'Ordre Teutonique, Winrich von Kniprode. Cependant, la décision de construire le canal a été prise dans les années 1333-1334 par un autre commandeur de Gdańsk, Jordan von Feren. La première référence sur le canal de Radunia remonte à 1338 dans le privilège d'Orunia, tandis que dans les sources de Gdańsk, le canal émerge pour la première fois en 1342.
Le canal était destiné à alimenter en eau potable la zone marécageuse de Gdańsk et le château teutonique qui s'y trouvait à l'époque. L'eau était nécessaire pour faire fonctionner des moulins locaux (dont le Grand Moulin de Gdansk), des forges et des scieries. Les eaux qui traversaient le canal remplissaient également les douves de la ville et du château de Gdańsk.
Des moulins, des forges et des scieries ont été construits le long du canal. Les chevaliers teutoniques ont construit un moulin à eau à Pruszcz, modernisé en 1619 par les architectes Willem van den Blocke et Jan Strakowski. En raison de l'importance stratégique du canal au Moyen Âge et à l'époque moderne, il était gardé par un bastion situé entre l'écluse et l'église de l'Exaltation de la Sainte Croix à Pruszcz.
Au tournant des XVIe et XVIIe siècles, Gdansk a modernisé ses fortifications. Le problème de l'écoulement des eaux du canal a été résolu grâce à la décision de construire un canal voûté dans l'un des éléments de fortification de Gdańsk. Cet édifice a été construit en 1563 dans la façade gauche du bastion Sainte Élisabeth (polonais : Bastion św. Elżbiety). Pour résoudre le problème de la différence de niveaux d'eau dans le fossé et le canal, une buse d'écoulement a été construite, elle reposait sur les arches d'un aqueduc en brique. Elle avait des barrières étanches des deux côtés, avec deux petites tours de pinacle, similaires à celles conservées à ce jour sur l'écluse Kamienna. La buse d'écoulement avaient également la fonction de protéger le rempart contre des attaquants. Vers 1636, l'aqueduc a été démoli et remplacé par un ponceau en bois, jusqu'à la démolition des remparts à la fin du XIXe siècle.
Jusqu'aux années 1940 du XVIIe siècle le canal de Radunia coulait directement dans la Vistule près de l'actuelle rue Rybaki Górne à Gdańsk. Il a ensuite été redirigé vers Motława.
Sur le canal de Radunia, à proximité de l'actuel Targ Rakowy à Gdańsk, se trouvait la station de pompage (polonais : Kunszt Wodny, allemand : Wasserkunst). Elle a été créée dans la première moitié du XVIe siècle. C'était une station de pompage qui faisait pression sur l'eau potable apportée à Gdańsk depuis le village de Krzyżowniki.
Le 9 juillet 2001, après de fortes précipitations, la capacité du canal de Radunia a été dépassée (débit de 125 m³/s avec une capacité de débit de 25 m3/s). Cela a provoqué le débordement des remblais à la hauteur des rues Serbska, Gościnna et Niegowska à Gdańsk et sur les routes no 417 et 450, et par conséquent, des inondations dans le quartier d'Orunia, Lipce et Święty Wojciech et de nombreuses destructions de cette partie de Gdańsk.

## Géographie
Le canal prend sa source dans les eaux de la rivière Radunia au sud-ouest de la ville de Pruszcz Gdański, près du village de Juszkowo. Ensuite, il s'écoule méridionalement, le long d'un canal à travers Pruszcz. À nord de Pruszcz Gdański, le canal perd son cours régulier et coule dans un cours sinueux jusqu'à le quartier de Święty Wojciech à Gdańsk. Dans cette partie il coule sur 3 km parallèlement à la rivière Radunia. La distance entre la rivière et la canal est de 35 à 180 m. Dans cette zone, il revient vers son cours habituel et coule dans un canal droit à travers les districts de Gdańsk Lipce et Orunia, où le ruisseau Orunia coule au pied de la montagne Gliniana. À cet endroit, le canal de Radunia coule à côté du complexe paysager naturel de la vallée du ruisseau Orunia.
À Zaroślak, le canal Radunia est relié à la rivière Motława par deux décharges d'inondation. Après quelques centaines de mètres, le canal disparaît pour la première fois de la surface, tombant dans un siphon et passant sous les voies ferrées. Après environ 300 mètres, le canal remonte à la surface au centre de Gdansk.
Après 300 mètres, le canal de Radunia coule à nouveau sous la surface. Il remonte après 150 mètres. Plus loin, le canal traverse le centre historique de Gdansk. Il crée une petite île avec le Grand Moulin et le Petit Moulin dessus. Puis il tourne et après quelques centaines de mètres trouve son embouchure à Motława.

### Unités territoriales
Le canal traverse successivement des villes, des quartiers résidentiels et historiques :
- Pruszcz Gdanski
- Święty Wojciech, Ostrążek
- Lipce
- Orunia, Ptaszniki, Oruńskie Przedmieście, Stare Szkoty
- Zaroślak
- Główne Miasto
- Stare Miasto, Osiek, Zamczysko

### Objets
- 27 ponts
- 29 passerelles
- 4 déversoirs (Pruszcz Gd, Św. Wojciech, Zaroślak, vieille ville de Gdańsk)
- 2 cascades (île de Grand Moulin)
- Centrale hydroélectrique de Pruszcz I

### Remblai
De nord de Pruszcz à Zaroślak sur le canal Radunia, un large remblai a été construit, sur lequel une allée de châtaigniers a été plantée. Il est utilisé comme piste cyclable, bien qu'officiellement il serve de voie de desserte. Au quartier de Święty Wojciech dans le centre de Gdańsk, le remblai s'élargit. Actuellement, il y a de nombreux immeubles résidentiels le long du canal à proximité immédiate.

## Modernisation

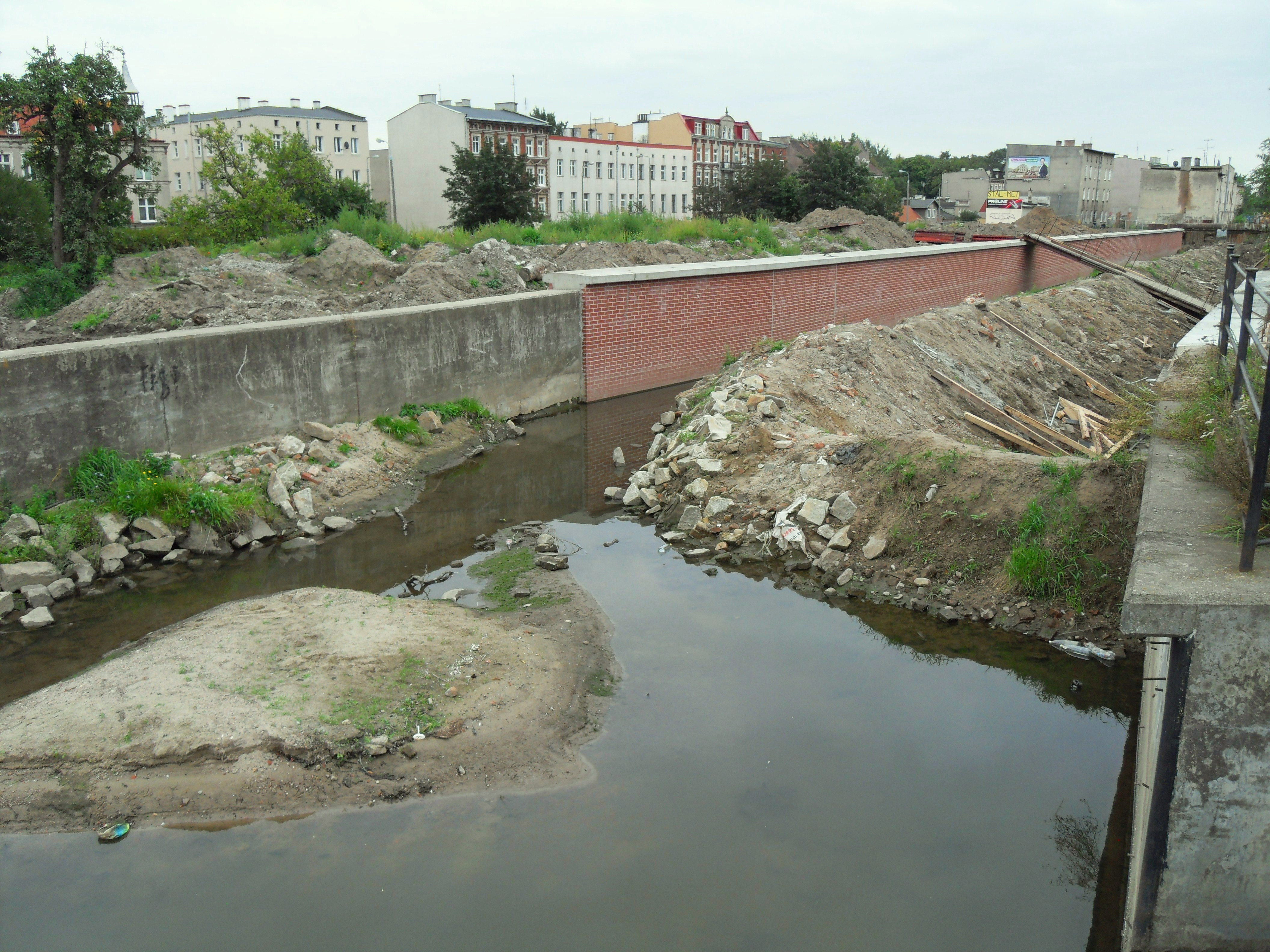
Reconstruction du canal, septembre 2012.

En 2011, la reconstruction du canal de Radunia a commencé. Les travaux consistaient en la construction de protections des berges, le renforcement et l'étanchéité de la digue anti-inondation, la reconstruction de plusieurs passerelles avec des culées entravant la libre circulation de l'eau et, entre autres, l'enlèvement des réseaux de distribution d'eau, de canalisation et autres qui le traversent.  
En 2013, dans le cadre du programme Protection intégrée contre les inondations à Żuławy -- Powiat de Gdańsk, les travaux ont commencé sur la section du canal située à Pruszcz Gdański. Les travaux sur le fragment allant de la rue Raciborskiego, qui se trouve au nord de Pruszcz Gdański, jusqu'aux limites administratives de Gdańsk se sont achevés en juin 2014. La mise en œuvre de la deuxième tranche de travaux (1,2 km au centre de Pruszcz Gdański) était prévue à partir de juillet 2014 et a finalement commencé après la signature du contrat avec l'entrepreneur le 5 décembre 2014. La valeur du contrat était de 18,3M PLN (environ 3,6M euros) avec une estimation initiale des coûts de 24,7M PLN (environ 5M euros).
Il s'agissait de l'investissement le plus important et le plus coûteux de l'histoire du Powiat de Gdańsk -- les deux étapes de modernisation dans la région de la ville de Pruszcz ont coûté plus de 43,4M PLN (9M euros), dont 36,9M PLN (7,6M euros) du Fonds national pour la protection de l'environnement et la gestion de l'eau et 6,5M PLN (1,3M euros) du budget de l'État. La fin des travaux a été prévue pour le 30 novembre 2015.
En 2015, la ville de Pruszcz Gdański avait l'intention de construire un pont pour les cyclistes sur le canal, qui relierait la piste cyclable partant du centre de Gdańsk le long de la berge du canal avec la piste cyclable Via Ambra, longeant la partie ouest côté du canal dans Pruszcz,. Cependant, les nouveaux ponts des deux côtés de Raciborskiego (en 2016 du côté sud, et en avril 2017 du côté nord).
Le pont qui se trouve actuellement aux limites administratives de Gdańsk et Pruszcz Gdański devait être construit en technologie composite (à partir de plastiques recyclés) en coopération avec l'École polytechnique de Gdańsk. Il a été mis en service à la mi-2018. En 2018, le pont sur le canal, qui se situe près de la rue Starogardzka, a été reconstruit. Le coût de l'investissement s'est élevé à 7,5M PLN (2M euros). Le pont a été mis en service le 8 octobre 2018.
Il est prévu de construire un autre canal de décharge vers Radunia, qui devrait être situé dans la partie nord de Pruszcz Gdański. Le 24 juin 2020, dans le quartier de Lipce à Gdańsk, près de Dwór Ferberów, une passerelle de 15 m de long et 2,5 m de large a été érigée.